# Guido di Montfort
Guy de Montfort, italianizzato in Guido di Montfort, conte di Nola, (1244 – Messina, 1291/1292), è stato un condottiero inglese, figlio di Simone V di Montfort, quinto signore di Leicester, e di Eleonora d'Inghilterra.

## Biografia
Partecipò nel 1265 alla battaglia di Evesham contro le forze di suo zio, il re Enrico III d'Inghilterra, e suo cugino, il Principe Edoardo, durante la quale sia suo padre che suo fratello maggiore vennero uccisi e i loro corpi vennero vilipesi venendo trascinati nel fango, a punizione della loro ribellione. Anche Guido venne ferito e fatto prigioniero.
Fu rinchiuso nel Castello di Windsor fino alla primavera del 1266 quando corruppe i suoi guardiani e riuscì a fuggire in Francia, dove si ricongiunse alla propria famiglia in esilio. Con suo fratello Simone di Montfort il giovane si spostò per l'Europa partecipando a varie campagne militari. Nel 1267 raggiunse l'italia ed è considerato il capostipite della famiglia Monforte, duchi di Laurito.
Per il valore dimostrato nella Battaglia di Tagliacozzo, nel 1269 ebbe come premio il feudo di Nola dall'Angiò.
Entrò al servizio di Carlo d'Angiò quando fu Vicario in Toscana in sostituzione di Jean Britaud e qui sposò nel 1270 una nobildonna della contea della Maremma, Margherita Aldobrandeschi, dalla quale ebbe due figlie:
1. Anastasia, sposata a Romano Orsini,
2. Tomasina, sposata a Pietro dei Prefetti di Vico.

Sempre nel 1270 partecipò all'assedio e alla distruzione della città di Poggiobonizio e divenne signore di Sansepolcro. Viene ricordato come a Firenze firmò la crudele condanna contro due dei figli di Farinata degli Uberti, perseguitati perché ghibellini.
Nel 1271 Guido e Simone vennero a sapere che loro cugino Enrico di Cornovaglia si trovava a Viterbo. Essi si diressero subito verso la città laziale desiderosi di vendicare l'offesa subita dalla loro famiglia durante la sconfitta nella battaglia di Evesham.
Appena lo trovarono, durante la messa nella chiesa di San Silvestro, sguainarono le spade e lo uccisero mentre egli si aggrappava all'altare chiedendo pietà. Non fu punito per l'omicidio, ma venne scomunicato dal papa per aver consumato un così efferato delitto in un luogo consacrato.
Dopo la scomunica si rifugiò in Maremma (Sabatina) presso suo suocero, il conte Ildebrandino Aldobrandeschi. Venne assolto più tardi della scomunica e tornò al servizio di Carlo d'Angiò. Nella primavera del 1283 fu nominato da papa Martino IV comandante delle truppe pontificie. Partecipò alle operazioni militari volte a riportare sotto il controllo papale Forlì e Cesena, le ultime città ghibelline di Romagna.
Durante la Guerra del Vespro fu fatto prigioniero dagli Aragonesi il 23 giugno 1287, nella battaglia navale di Castellammare. Morì in prigione a Messina nel 1288, o sul finire del 1291.

## Nella letteratura
Dante Alighieri lo collocò tra gli assassini nel VII cerchio, quello dei violenti, immerso fino alle spalle nel sangue bollente del Flegetonte, isolato rispetto agli altri dannati per la ripugnanza della sua crudeltà.
Per citarlo Dante non usa nemmeno il suo nome, ma fa un'articolata perifrasi:
(Inf. XII 119-120)
Si deve intendere come colui che durante una funzione religiosa trafisse il cuore che ancora sul Tamigi è venerato (voce del verbo "colere" secondo l'italiano antico) oppure cola perché non vendicato (secondo i chiosatori moderni). Giovanni Villani infatti riportava come il cuore di Enrico fosse stato posto in un'urna dorata sul Ponte di Londra.
Guido di Montfort è anche menzionato nel Decameron di Boccaccio, nella sesta novella della decima giornata, presente ad un banchetto insieme al re Carlo I d'Angiò nel giardino della villa di messer Neri degli Uberti, a Castellammare di Stabia.
È un personaggio de "I vespri siciliani (titolo originale: Les vêpres siciliennes), Grand Opéra in francese di Giuseppe Verdi. (libretto di Eugène Scribe e Charles Duveyrier).Prima rappresentazione: Opéra di Parigi il 13 giugno 1855. Guido di Monforte canta nel registro di baritono.